# Dario Badinelli
Dario Badinelli (Ghedi, 10 agosto 1960) è un ex triplista italiano, medaglia d'argento ai Giochi del Mediterraneo di Casablanca 1983.
Vanta 56 presenze in nazionale e 17 titoli italiani, 10 consecutivi, dal 1983 al 1992, outdoor e 7 indoor

## Palmarès
| Anno | Manifestazione          | Città       | Nazione     | Evento       | Pos.    | Misura  | Note  |
| ---- | ----------------------- | ----------- | ----------- | ------------ | ------- | ------- | ----- |
| 1979 | Europei U20             | Bydgoszcz   | Polonia     | salto triplo | 8º      | 15,32 m |       |
| 1982 | Europei                 | Atene       | Grecia      | salto triplo | 9º      | 16,05 m |       |
| 1983 | Europei indoor          | Budapest    | Ungheria    | salto triplo | 6º      | 16,23 m |       |
| 1983 | Coppa Europa            |             |             | salto triplo | 7º      |         |       |
| 1983 | Giochi del Mediterraneo | Casablanca  | Marocco     | salto triplo | Argento | 16,50 m | [ 4 ] |
| 1984 | Europei indoor          | Göteborg    | Svezia      | salto triplo | 8º      | 16,43 m |       |
| 1984 | Giochi olimpici estivi  | Los Angeles | Stati Uniti | salto triplo | (q)     | 16,13 m |       |
| 1985 | Europei indoor          | Pireo       | Grecia      | salto triplo | 6º      | 16,42 m |       |
| 1985 | Coppa Europa            |             |             | salto triplo | 8º      |         |       |
| 1986 | Europei indoor          | Madrid      | Spagna      | salto triplo | 7º      | 16,87 m |       |
| 1986 | Europei                 | Stoccarda   | Germania    | salto triplo | elim.   |         |       |
| 1987 | Coppa Europa            | Praga       | Ungheria    | salto triplo | 6º      | 16,67 m |       |
| 1987 | Campionati del mondo    | Roma        | Italia      | salto triplo | 11º     | 16,63 m |       |
| 1988 | Europei indoor          | Budapest    | Ungheria    | salto triplo | 10º     | 16,54 m |       |
| 1989 | Europei indoor          | L'Aia       | Paesi Bassi | salto triplo | 5º      | 16,62 m |       |
| 1990 | Europei indoor          | Glasgow     | Scozia      | salto triplo | 7º      | 16,27 m |       |

## Campionati nazionali
- 10 volte campione nazionale nel salto triplo (1983, 1984, 1985, 1986, 1987, 1988, 1989, 1990, 1991, 1992)
- 7 volte campione nazionale indoor nei salto triplo (1984, 1985, 1988, 1989, 1990, 1991, 1992)

1988
- Oro ai campionati italiani assoluti indoor, salto triplo - 16,93 m